# Tisá
Tisá är en ort i Tjeckien.   Den ligger i distriktet Okres Ústí nad Labem och regionen Ústí nad Labem, i den nordvästra delen av landet, 80 km norr om huvudstaden Prag. Tisá ligger 535 meter över havet och antalet invånare är 742.
Terrängen runt Tisá är kuperad söderut, men norrut är den platt. Runt Tisá är det ganska glesbefolkat, med 47 invånare per kvadratkilometer. Närmaste större samhälle är Ústí nad Labem, 13,7 km söder om Tisá. I omgivningarna runt Tisá växer i huvudsak blandskog.